# Choleva cisteloides
Choleva cisteloides är en skalbaggsart som först beskrevs av Frölich 1799.  Choleva cisteloides ingår i släktet Choleva, och familjen mycelbaggar. Arten har ej påträffats i Sverige.